# مقاطعة لانغلاد (ويسكونسن)
مقاطعة لانغلاد (بالإنجليزية: Langlade County, Wisconsin)‏ هي إحدى مقاطعات ولاية ويسكونسن في الولايات المتحدة. تأسست سنة 1879، وتبلغ مساحتها 888 ميل مربع (2,300 كـم2)، بلغ عدد سكانها 19977 نسمة في عام 2010 حسب إحصاء مكتب تعداد الولايات المتحدة .

## وصلات خارجية
- الموقع الرسمي
- United States Counties